# Foulain
Foulain (örtlich auch: Foulain-Crenay) ist eine französische Gemeinde mit 681 Einwohnern (Stand 1. Januar 2022) im Département Haute-Marne in der Region Grand Est (vor 2016 Champagne-Ardenne). Sie gehört zum Arrondissement Chaumont und zum Kanton Chaumont-3. Die Einwohner werden Foulinois und Foulinoises genannt.

## Geographie
Foulain liegt etwa neun Kilometer südsüdöstlich des Stadtzentrums von Chaumont an der Marne. Umgeben wird Foulain von den Nachbargemeinden Neuilly-sur-Suize und Luzy-sur-Marne im Norden, Poulangy im Osten, Marnay-sur-Marne im Südosten, Leffonds im Süden sowie Richebourg im Westen.
Durch das westliche Gemeindegebiet führt die Autoroute A5.

## Geschichte
Am 1. November 1972 wurden die bis dahin selbständigen Gemeinden Crenay und Luzy-sur-Marne in die Gemeinde eingegliedert. Am 1. Februar 1979 wurde Luzy-sur-Marne wieder selbständig.

## Bevölkerungsentwicklung
| Jahr                       | 1962 | 1968 | 1975 | 1982 | 1990 | 1999 | 2006 | 2011 | 2019 |
| Einwohner                  | 421  | 456  | 800  | 717  | 728  | 737  | 745  | 736  | 687  |
| Quellen: Cassini und INSEE |      |      |      |      |      |      |      |      |      |

## Sehenswürdigkeiten

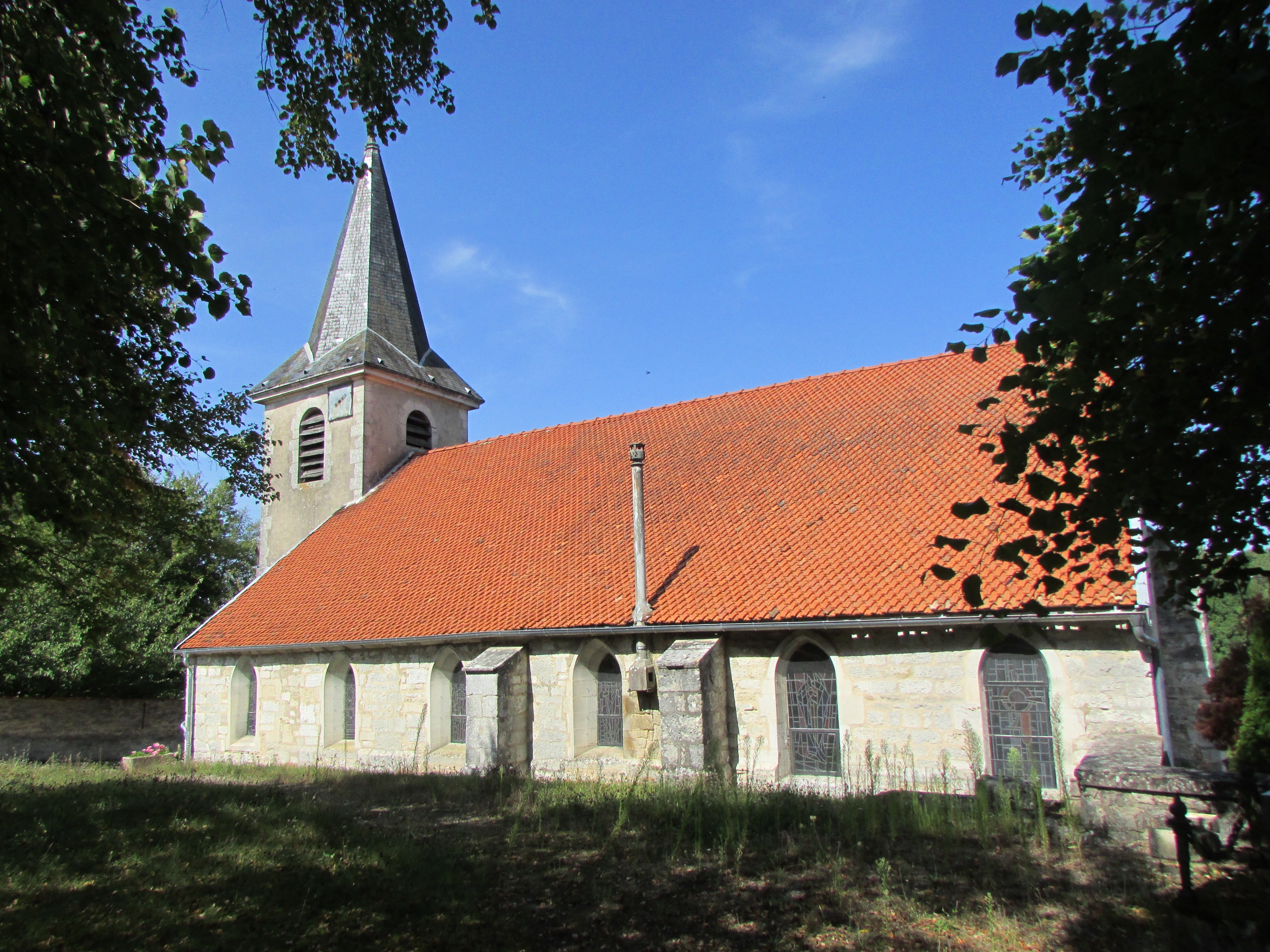
Kirche Saint-Clément

- Kirche Saint-Clément
- Kirche Saint-Martin in Crenay